# 昂特尔德蒙
昂特尔德蒙（法語：Entre-deux-Monts，法語發音：[ɑ̃tʁ dø mɔ̃]，意为“两山之间”）是法国汝拉省的一个市镇，位于该省东部，属于隆斯勒索涅区。

## 地理
昂特尔德蒙（46°38'34"N, 5°58'15"E）面积5.36 平方千米，位于法国勃艮第-弗朗什-孔泰大區汝拉省，该省份为法国东部内陆省份，北起上索恩省，西北接科多尔省，西临索恩-卢瓦尔省，南至安省，东与杜省和瑞士接壤。
与昂特尔德蒙接壤的市镇（或旧市镇、城区）包括：绍德克罗特奈、拉绍迪东比耶、福尔迪普拉讷、莱普朗什昂蒙塔涅。

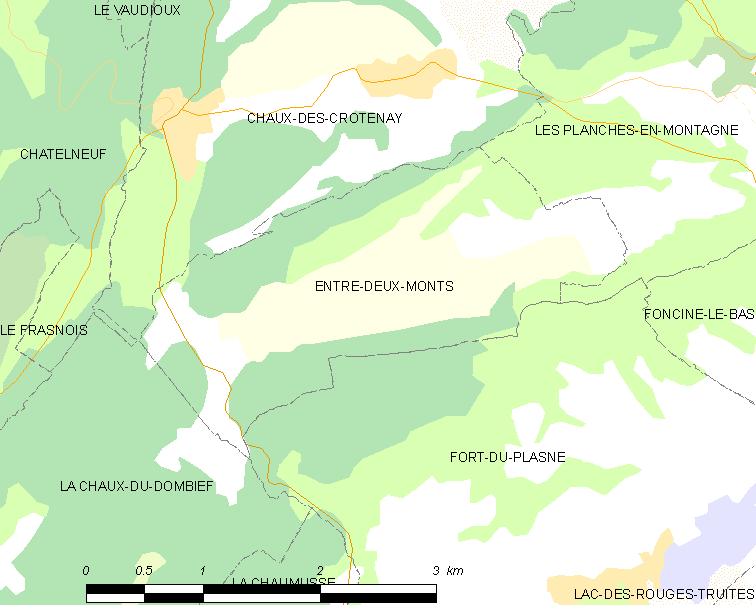
昂特尔德蒙的OSM定位图

昂特尔德蒙的时区为UTC+01:00、UTC+02:00（夏令时）。

## 行政
昂特尔德蒙的邮政编码为39150，INSEE市镇编码为39208。

## 政治
昂特尔德蒙所属的省级选区为圣洛朗昂格朗沃县。

## 人口

1962-2008年间昂特尔德蒙人口变化图示

昂特尔德蒙于2022年1月1日时的人口数量为165人。

## 交通
法国国道N5线和汝拉省省道D278线在昂特尔德蒙交汇。